# Orlikia
Orlikia is een geslacht van neteldieren uit de klasse van de Anthozoa (bloemdieren).

## Soort
- Orlikia palmata Malyutin, 1993